# Battersea Power Station (Metropolitano de Londres)
Battersea Power Station é uma estação do Metropolitano de Londres em Battersea, Londres, que forma o terminal da extensão da linha Northern para Battersea.
Parcialmente financiado pelo redesenvolvimento da Usina Termelétrica de Battersea, a estação serve o local de redesenvolvimento, bem como a própria Battersea. A estação está localizada na Battersea Park Road, perto da estação ferroviária de Battersea Park e a uma curta distância a pé da estação ferroviária de Queenstown Road. A linha e a estação foram inauguradas em 20 de setembro de 2021. É a única estação da rede do metrô de Londres a incluir a palavra 'estação' em seu nome.

## Serviços
A estação está localizada na Zona 1, e é servida pela linha Northern como parte da extensão de Kennington para atender a reconstrução da Usina de Battersea. Os trens da Battersea Power Station funcionam apenas via Charing Cross, pois o ramal é uma extensão do circuito de Kennington.
A estação serve como terminal para o novo ramal, com uma junção cruzada antes da estação, permitindo que os trens terminem em qualquer uma das plataformas. Foram propostos túneis sob a Battersea Dogs & Cats Home, no entanto, eles foram omitidos para economizar dinheiro. Provisão foi feita para uma possível futura extensão da estação ferroviária de Clapham Junction. A estação também serve como um intercâmbio fora da estação com a estação ferroviária de Battersea Park.

### Padrão de serviço
- 8tph para High Barnet via Charing Cross (aumenta para 10tph no pico)[9]
- 2tph para Mill Hill East via Charing Cross[9]

### Conexões
As rotas 156, 344 e 436 dos ônibus de Londres atendem a estação.

## Projeto

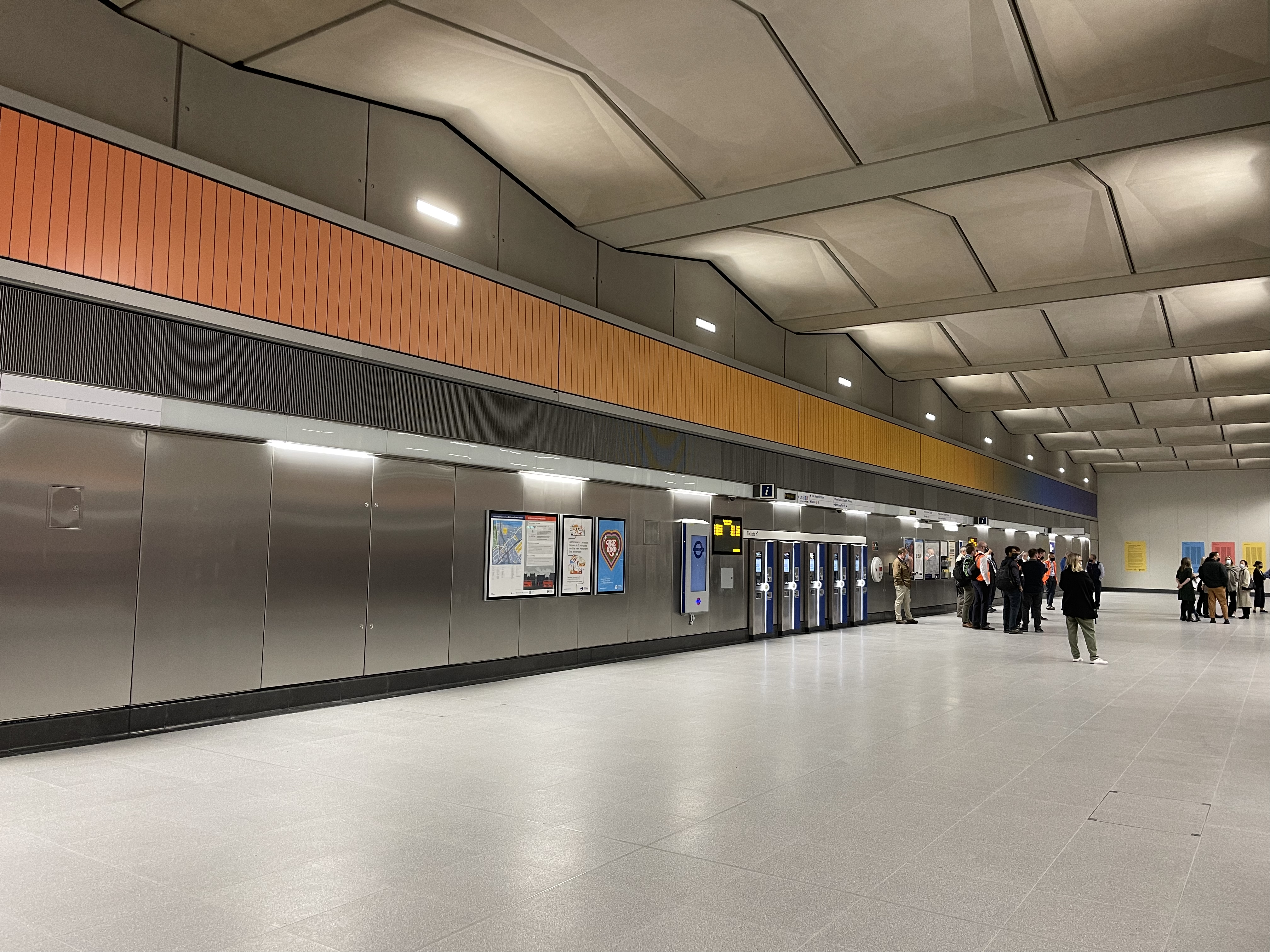
Pôr do Sol, Nascer, Pôr do Sol de Alexandre da Cunha

A estação foi projetada e construída por uma joint venture entre Laing O'Rourke e Ferrovial Agroman, com arquitetura de entrada da estação por Grimshaw. O projeto da estação permite a instalação futura de portas de plataforma.
Art on the Underground encomendou ao artista plástico Alexandre da Cunha a instalação de uma obra permanente na bilheteria da estação: a 100 m (330 ft) escultura cinética, usando um outdoor rotativo intitulado Sunset, Sunrise, Sunset.

## História

### Construção

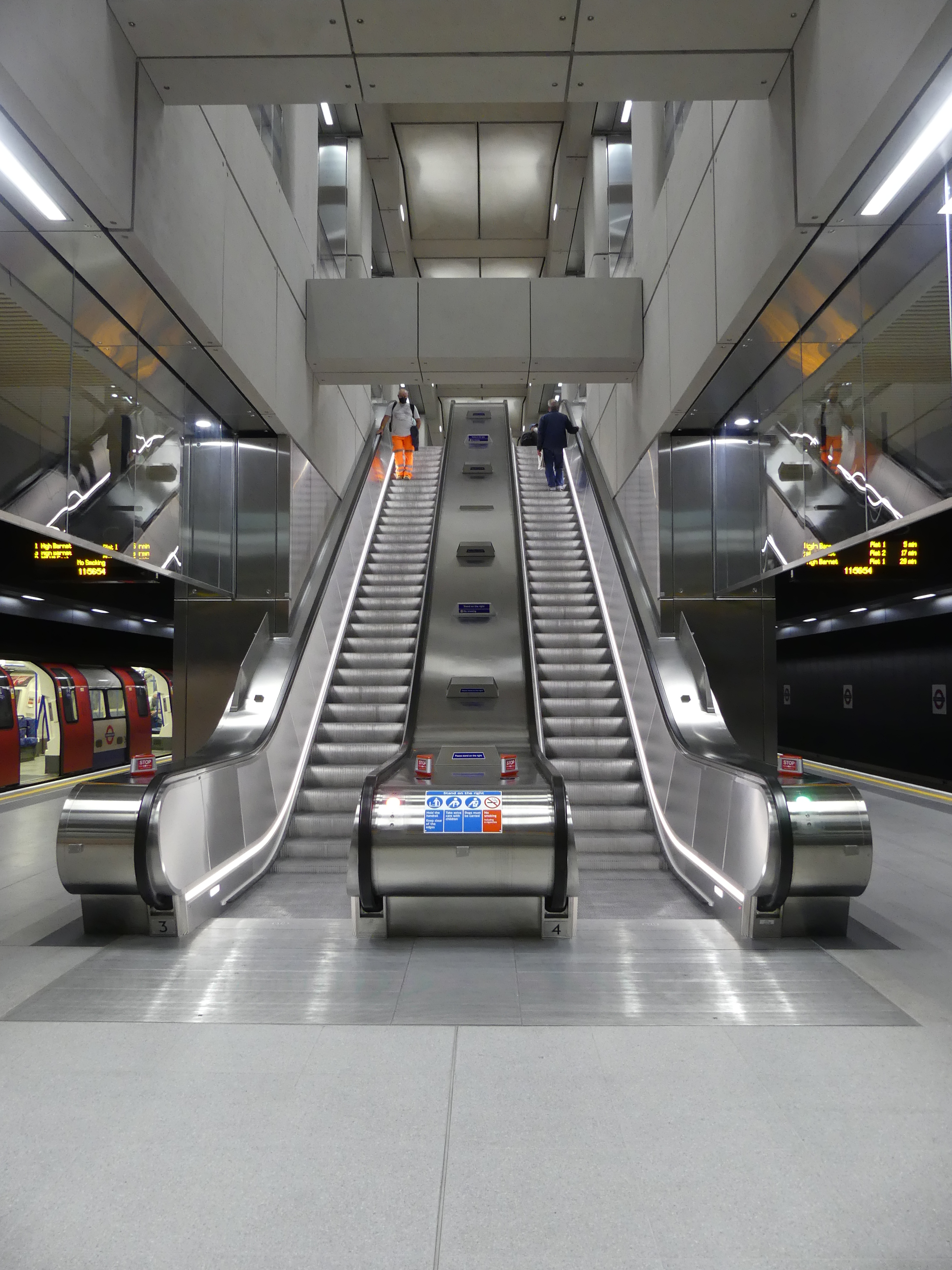
Plataformas na estação concluída

A estação recebeu a aprovação final do Secretário de Estado dos Transportes em novembro de 2014, e a construção começou em 2015, com conclusão originalmente prevista para 2020. O túnel da extensão da linha do Norte começou em Battersea, com as duas máquinas de perfuração de túneis, Helen e Amy, partindo do local em março de 2017 para cavar os túneis da linha estendida.
Na edição preliminar do "Plano de Negócios 2014" da Transport for London (TfL), emitido como parte dos documentos do Conselho da TfL para sua reunião em 10 de dezembro de 2014, o mapa TfL's Rail Transport Network at 2021 rotulou o terminal como "Battersea Power Station ", em vez de apenas "Battersea" como havia aparecido em publicações anteriores. Em dezembro de 2015, a TfL confirmou que o nome da estação será "Battersea Power Station". Isso significa que é a única estação do metrô a ter a palavra "estação" em seu nome oficial. Tem havido alguma confusão sobre se deve construir o nome como "Battersea Power (S/s)tation" ou "Battersea Power Station".
Em dezembro de 2018, o prefeito de Londres, Sadiq Khan, anunciou que o projeto seria adiado até setembro de 2021, no mínimo, "para aumentar a capacidade da estação para lidar com um número maior de passageiros do que o inicialmente previsto".
Em junho de 2019, grandes obras de túneis e trilhos foram concluídas, com um trem de engenharia rodando na extensão pela primeira vez. Em fevereiro de 2020, a construção da estação estava quase concluída, com plataformas, escadas rolantes e o roundel do Metropolitano de Londres instalados na estação. O primeiro trem do metrô de Londres entrou na extensão durante o período de Natal de 2020, marcando o início do período de teste de sinal.

### Abertura
A estação foi inaugurada em 20 de setembro de 2021.
Em setembro de 2022, a TfL anunciou que mais de 5 milhões de viagens foram feitas na extensão desde a inauguração, com uma média de 80.000 viagens por semana na Battersea Power Station. A Battersea Power Station observou que a demanda aumentará ainda mais, pois a Power Station reabriu como um complexo de escritórios e varejo em outubro de 2022. A TfL estima que a demanda pode aumentar para 10 milhões por ano até 2024/25.